# Hohenreinkendorf
Hohenreinkendorf ist ein Dorf im Landkreis Uckermark im Land Brandenburg und bildet seit der Eingemeindung im Jahre 2002 einen Stadtteil der Stadt Gartz (Oder). Es liegt im vorpommerschen Teil des Landkreises und im Ballungsraum der polnischen Metropole Stettin.

## Geschichte

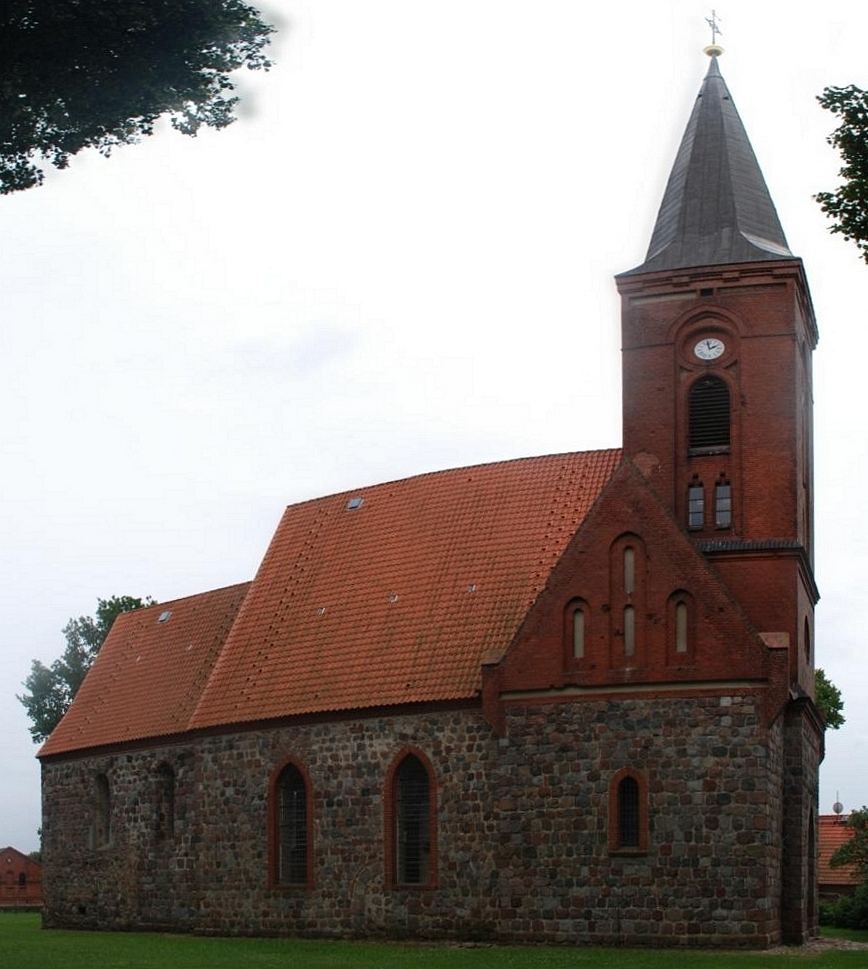
Kirche Hohenreinkendorf (2012)

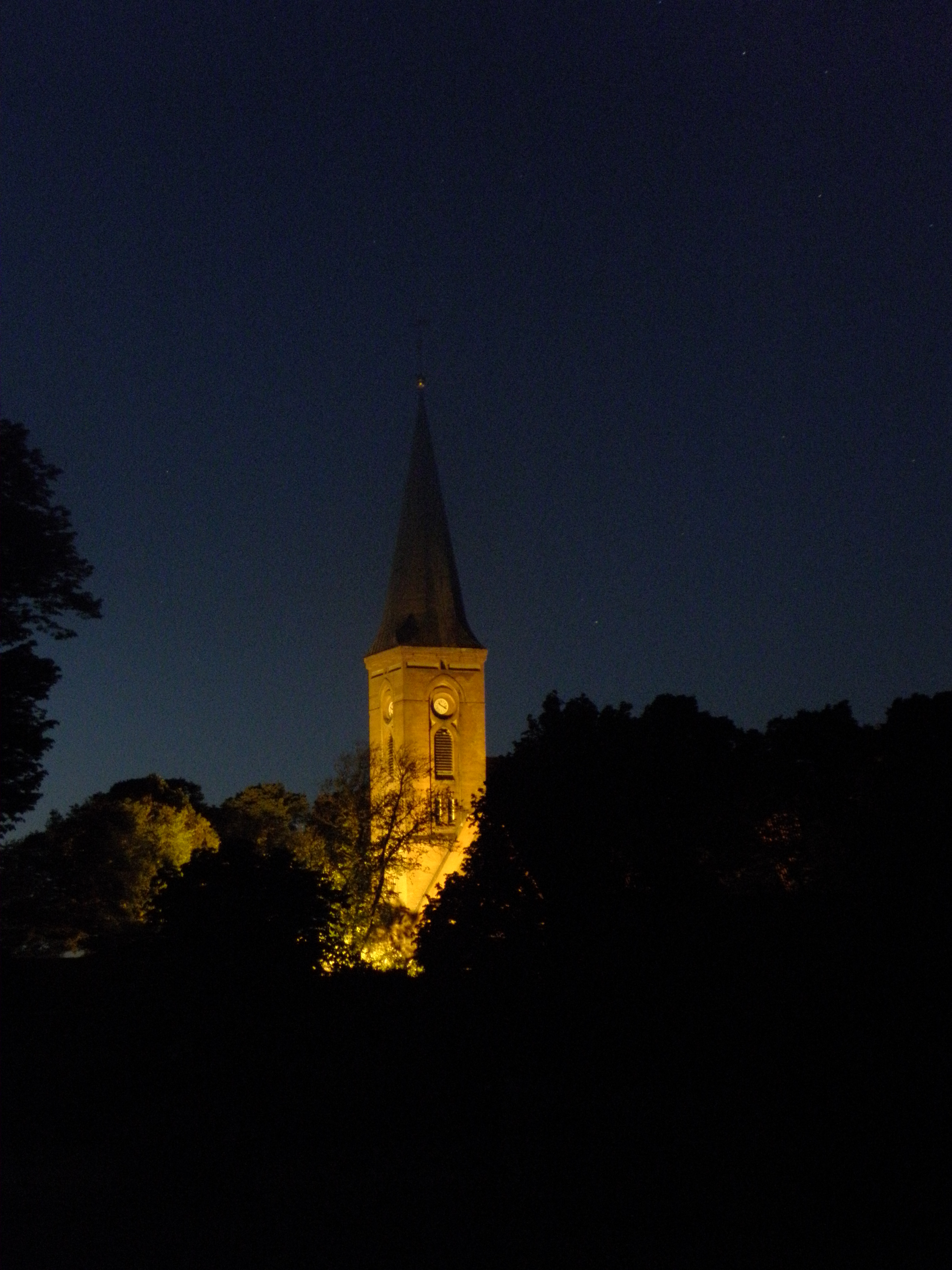
Kirche Hohenreinkendorf bei Nacht (2012)

Die erste Erwähnung des Dorfes stammt aus dem Jahre 1243, als der pommersche Herzog Barnim I. Schenkungen an das Nonnenkloster in Stettin bestätigte, darunter auch „quatuor mansis in Reinikendorph“. Die nächsten Erwähnungen stammen von 1259, als Barnim I. das Land zwischen dem Salbeibach und dem Dorf der Stadt Gartz schenkte, von 1280, als Abgaben aus dem Dorf dem Stettiner Marienstift zugewiesen wurden, und von 1318, als die Stadt Gartz die Hälfte des Dorfes erwarb. 
Bis 1939 bildete Hohenreinkendorf eine Landgemeinde im Kreis Randow der preußischen Provinz Pommern. Mit der Auflösung des Kreises Randow im Jahre 1939 wurde die Gemeinde Hohenreinkendorf in den Landkreis Greifenhagen umgegliedert. Nach dem Zweiten Weltkrieg lag Hohenreinkendorf in dem in der SBZ neugebildeten Kreis Randow und damit im Land Mecklenburg. Im Jahre 1950 kam es bei einer Gebietsreform zum Kreis Angermünde in das Land Brandenburg. Nach Auflösung der Länder in der DDR lag Hohenreinkendorf dann von 1952 bis 1990 im Bezirk Frankfurt (Oder). Bei Neubildung der Länder im Jahre 1990 kam Hohenreinkendorf erneut zum Land Brandenburg.
Von 1992 bis 2002 wurde die Gemeinde unmittelbar durch das Brandenburg-Vorpommersche Amt Gartz (Oder) verwaltet. Im Jahre 2002 wurde Hohenreinkendorf gleichzeitig mit zwei weiteren Gemeinden in die amtsangehörige Stadt Gartz (Oder) eingemeindet.

### Entwicklung der Einwohnerzahlen
- 1865: 650 Einwohner[3]
- 1933: 624 Einwohner[4]
- 1939: 623 Einwohner[5]

## Sehenswürdigkeiten
→ Liste der Baudenkmale in Gartz (Oder)
- Kirche Hohenreinkendorf, älteste Teile aus dem 13. Jahrhundert, Kirchengebäude im Pommerschen Evangelischen Kirchenkreis
- Schmiede

## Persönlichkeiten, die im Ort gewirkt haben
- Fritz Zeuner (1921–1982), Vorsitzender des Zentralvorstands der Vereinigung der gegenseitigen Bauernhilfe, Vorsitzender der LPG Hohenreinkendorf von 1962 bis 1964
- Oswald Wutzke (* 1936), Pfarrer in Hohenreinkendorf und Gartz von 1966 bis 1990